# فابریس بیگئورگی
فابریس بیگئورگی (انگلیسی: Fabrice Begeorgi؛ زادهٔ ۲۰ آوریل ۱۹۸۷) بازیکن فوتبال اهل فرانسه است.
از باشگاه‌هایی که در آن بازی کرده‌است می‌توان به باشگاه ورزشی وردر برمن، باشگاه فوتبال آژاکسیو، باشگاه فوتبال المپیک مارسی، باشگاه ورزشی آمیان، و باشگاه فوتبال پترولول پلویشت اشاره کرد.